# Parafia West Baton Rouge
Parafia West Baton Rouge (ang. West Baton Rouge Parish) – parafia cywilna w stanie Luizjana w Stanach Zjednoczonych. Obszar całkowity parafii obejmuje powierzchnię 203,82 mil2 (527,90 km²). Według danych z 2010 r. parafia miała 23 788 mieszkańców. Parafia powstała w 1807 roku, a jej nazwa pochodzi od francuskich słów bâton rouge, które można przetłumaczyć jako czerwony kij.

## Sąsiednie parafie
- Parafia West Feliciana (północ)
- Parafia East Feliciana (północny wschód)
- Parafia East Baton Rouge (wschód)
- Parafia Iberville (południowy zachód)
- Parafia Pointe Coupee (północny zachód)

## Miasta
- Addis
- Brusly
- Port Allen

## CDP
- Erwinville